# City Dental
City Dental i Stockholm AB är en tandvårdsklinik baserad i Stockholms city. Den grundades 2005.

## Historia
City Dental grundades av Mattias Santesson. Kliniken startades för att skapa ett alternativ till den tandvård som erbjöds i Sverige. Man försökte efterlikna hur det såg ut utomlands, där det var billigare och även kunde ligga mycket centralt. Man kunde med utländska tandläkare hålla priset lågt vilket bland annat Aftonbladet och Expressen har skrivit om. År 2009 omnämndes City Dental som den tandläkarklinik i Stockholm som fick flest anmälningar till Socialstyrelsen, bland annat för brister i journalföringen.2020 såldes City Dental till Dentalum Group AB.